# Eupithecia pfeifferata
Eupithecia pfeifferata är en fjärilsart som beskrevs av Schütze 1960. Eupithecia pfeifferata ingår i släktet Eupithecia och familjen mätare. Inga underarter finns listade i Catalogue of Life.